# Tine Slabe
Tine Slabe, slovenski windsurfer, * 26. avgust 1980, Koper.
Slabe tekmuje v disciplinah: slalom, prosti slog (freestyle) in po valu (wave). Zmagal je na tekmah Shimuni extreme leta 2010 in Canarian slalom tour leta 2011. Leta 2009 je v sodelovanju z Red Bull-om organiziral in izvedel  projekt rt Horn kjer je kot prvi človek na svetu z jadralno desko jadral pred znamenitim najjužnejšem delom Južne Amerike.

## Življenjepis

### Zgodnje življenje
Diplomiral na Ekonomski fakulteti v Ljubljani kot diplomirani ekonomist s tematiko sponzorstva v športu, pod mentorstvom Boštjana Antončiča.
V času pred dodiplomskim študijem in med njim se je v letih 1998 - 2006 ukvarjal s poučevanjem smučanja in jadranja na deski ter s sojenjem košarkarskih tekem na domačih in tujih tleh. Proti koncu svojega študija se je vse bolj posvečal jadranju na deski, začel je tekmovati v evropskem in nato še v svetovnem pokalu. Kot profesionalni športnik še danes sam skrbi za organizacijo vseh svojih potovanj in za vse sponzorske pogodbe ter treninge.
Je učitelj smučanja in jadranja na deski ter košarkarski sodnik. Svojo športno kariero je gradil večinoma v tujini. Govori več tujih jezikov: angleški, italijanski, hrvaški, nemški in španski jezik.
Med dodiplomskim študijem je s svojo skupino, katere vodja je bil, dosegel drugo nagrado na natečaju za dodelitev nagrad PCMG in slovenske sekcije tveganega kapitala SLEVCA za najboljši poslovni načrt podjetji, ki jih ustanavljajo mladi do 27 let.

## Športna kariera

### Tekmovanja
V svoji športni karieri jadralca na deski je v disciplini prosti slog prišel do dvakratnega naslova državnega prvaka, osvojil je četrto mesto v skupnem seštevku evropskega pokala in osvojil deveto mesto na svetovnem prvenstvu ter bil uvrščen med deset najboljših jadralcev na deski na svetu leta. Postavil je tudi slovenski državni rekord v hitrostnem jadranju na deski s hitrostjo 71 km/h.

### Dosežki
Leta 2009 je v sodelovanju z Red Bull-om organiziral in izvedel  projekt rt Horn kjer je kot prvi človek na svetu z jadralno desko jadral pred znamenitim najjužnejšem delom Južne Amerike.

## Poslovna kariera

### Different Eyewear
Leta 2010 je s poslovnim partnerjem Tomažem Bertokom začel projekt Different. Drugačno blagovno znamko, ki trži očala. Projekt se je dotaknil že več kot 16 držav in iz leta v leto raste.

### Recharge.si
Vodi tudi distribucijsko podjetje Recharge.si, ki distribuira opremo za jadranje na deski.

## Rezultati

### Dosežki
- Prvi človek z jadralno desko jadral pred Cape Horn, Južna Amarika.
- Državni rekord v hitrostnem jadranju na deski s hitrostjo 71 km/h.

### Tekmovanja[2]
| Uvrstitev                                               | Kraj          | Tekmovanje                    |
| ------------------------------------------------------- | ------------- | ----------------------------- |
| 2011                                                    |               |                               |
| Svetovni pokal - Professional Windsurfing Association   |               |                               |
| 31. mesto                                               | Fuertaventura |                               |
| 17. mesto                                               | Texel         | Svetovno prvenstvo            |
| Ostala tekmovanja                                       |               |                               |
| 4. mesto                                                | La Defi       | (od 1000 tekmovalcev)         |
| 1. mesto                                                | Tenerife      | Canarian slalom tour          |
| 3. mesto                                                | Dakhla        | Dakhla wind festival          |
| 2010                                                    |               |                               |
| Svetovni pokal - Professional Windsurfing Association   |               |                               |
| 29. mesto                                               | Costa Brava   |                               |
| 35. mesto                                               | Fuertaventura |                               |
| 44. mesto                                               | Alaçatı       |                               |
| 31. mesto                                               | Sylt          |                               |
| Ostala tekmovanja                                       |               |                               |
| 1. mesto                                                |               | Shimuni extreme               |
| 6. mesto                                                | La Defi       | (od 1000 tekmovalcev)         |
| 2009                                                    |               |                               |
| Svetovni pokal - Professional Windsurfing Association   |               |                               |
| 25. mesto                                               | Podersforf    | SP slalom                     |
| 24. mesto                                               | Uslan         |                               |
| 46. mesto                                               | Costa Brava   |                               |
| 27. mesto                                               | Gran Canaria  |                               |
| 22. mesto                                               | Fuertaventura |                               |
| 2008                                                    |               |                               |
| Svetovni pokal Proffesional Windsurfing Association     |               |                               |
| 27. mesto                                               | Gran Canaria  | Slalom                        |
| 17. mesto                                               | Podersdorf    | Freestyle                     |
| 59. mesto                                               | Costa Brava   | Slalom                        |
| 34. mesto                                               | Fuertaventura | Slalom                        |
| 22. mesto                                               | Fuertaventura | Freestyle                     |
| 32. mesto                                               | Alaçatı       | Pegasus Airlines              |
| Svetovni pokal v hitrostni disciplini - Speed world cup |               |                               |
| 27. mesto                                               | Fuertaventura | Svetovno prvenstvo v hitrosti |
| Evropski pokal - European Freestyle Pro Tour            |               |                               |
| 17. mesto                                               | Toro Andaluz  | Tarifa                        |
| 17. mesto                                               | Podersdorf    |                               |
| Ostala tekmovanja                                       |               |                               |
| 11. mesto                                               | Leucate       | Mondial du Vent               |